# Fülep Gábor
Felsőőri Fülep Gábor névváltozatok: Fülöp; Eőri Fülep; Őri Fülep; Felsőőri; Eőri; Filep (Sajószentpéter, 1739. április 25. – Sajószentpéter, 1823. július 25.) református lelkész, a Tiszáninneni református egyházkerület püspöke 1797-től haláláig.

## Élete
Apja lelkész és borsodi esperes volt Tanulmányait szülővárosában kezdte meg, majd a német nyelv elsajátítása céljából Miskolcon és Lőcsén folytatta. 1756. január 17-én lépett a sárospataki felsőbb tanulók sorába, ahol a teológiát is elvégezte. 1760-ban indult Belgiumba, s július 6-án iratkozott be az franekeri egyetemre. Ezután tanult  Groningenben, Hardeswickben és Utrechtben; itt részt vett az ott nyomtatás alatt álló magyar Biblia kiadása körűli munkában. 
1765-ben az utrechti hittani kar a szentirás-magyarázás doktorává avatta, amely cimnek viselésétől azonban itthon eltiltották. Folytatta utazását Leidenbe s innét Angliába. 1766-ban, mikor haza jött, betegeskedő apját gondozta két évig. 1773-ban Sárospatakra választották meg tanárnak, ahol március 20. mondta el üdvözlő szónoklatát De praecipuis causis crescentis in dies irreverentiae erga religionem christianam címen. Ettől fogva mint teológiatanár nagy tekintélynek örvendett. 1775-ben egyik tagja volt annak a küldöttségnek, amely II. József császárnál iskolai ügyekben járt. 
1797. július 6-án a tiszamelléki egyházkerület sárospataki gyűlésén püspökké választották. 1798. május 21-én a sárospataki tanárságot a sajószentpéteri lelkészséggel cserélte fel.

## Munkái
- Specimen academicum occupatum in illustranda pericopa I. Samuel III. quod sub auspiciis cl. Hermanni Venema... publice tuebatur. Franequerae, 1763
- Specimen theologicum inaugurale inquirens in nexum vaticiniorum, Messiam ejusque regnum et bona temporalia una serie sistentium. Trajecti ad Rh., 1765
- Halotti elmélkedés Szemere László felett. Kassa, 1787
- Keresztyén erkölcsi tudomány, avagy a szent és kegyes életnek mestersége, Pozsony, 1788 (Pictet után fordítva. P. B. három apróbb munkácskái. Pozsony, 1790–91. Három kötet.)
- Codex legum ecclessiasticarum. Pozsony, 1791
- Halotti elmélkedés, melyel néhai... Faji Fay Mária ifjú asszonynak, Nagyréti Réti Darvas János ur néhai kedves házas társának, utolsó tisztességet kivánt tenni... Szalán, 1792 bőjt-elő havának 12. napján. Kassa
- Zimmermann János György a nemzeti büszkeségről. A negyedik nyomtatás szerint ford. Pozsony, 1792
- Uzong, napkeleti történet. Készítette Haller Albert. Pozsony, 1792
- A magunk megismeréséről. Készítette Mason János tudós anglus. Magyarúl kiadta. Pozsony, 1792
- Az olvasás gyakorlására rendeltetett könyvnek második része... a nemzeti oskolákban. Buda, 1792 (1796., 1801., 1808., 1814., 1823., és 1847.)
- A. B. C. könyvecske a magyar falusi oskolák számára. Buda, 1793 (Buda, 1795., 1800., 1809., 1831., 1845, és új jobbított kiadás 1852. Ezeken kívül még számos kiadása jelent meg, mind névtelenűl. Ugyanez a tót falusi iskolák számára. Budán, 1835. Magyar és szlovák szöveggel.)
- Kegyesség segítő keresztény erkölcsi elmélkedések. Boudrand Ferencz franczia munkája után németből ford. Pozsony, 1795
- Namenbüchlein zum Gebrauche der Nationalschulen im Königreich Ungarn in dessen Kronländern auf dem Lande. Buda, 1798
- Haller Albertnek a kijelentett vallást Voltér és más némely... hitetlenkedők ellen védelmező levelei. Magyarul. Kassa, 1798–99. Két kötet.
- A menyország itt a földön. Kassa, 1806 (Ifjusági irat. Salzmann után.)
- A tokaji bornak termesztéséről, szüréséről és forrásáról. Dercsényi János latin munkája után magyarúl Ő. F. G., Kassa, év n.

Kiss Áron szerint fordított munkái közé tartozik még:
- A levélirástan elemei...
- Megjobbított utmutatás a német nyelv tudományára...
- Utmutató a földleirásra...

### Kéziratban
- A jezsuiták története, két kötet. Levele Láczay Józsefhez, Szent-Péter, 1819. ápr. 12. (az Erdélyi-Tárban, dr. Erdélyi Pál birtokában.)